# Šibenik
Šibenik (italsky Sebenico) je město v Chorvatsku, ležící u Šibenického zálivu v ústí řeky Krky do Jaderského moře. Nachází se v regionu severní Dalmácie. Žije zde 34 302 obyvatel. Město je správním střediskem Šibenicko-kninské župy.

## Název
Název Šibenik mohl vzniknout několika způsoby. Podle Juraje Šizgoriće odkazuje na pruty keřů (chorvatsky šibe), které se nacházely okolo a podle nichž první Slované, kteří na místo přišli, lokalitu pojmenovali. Existuje rovněž i hypotéza, že město vzniklo na základě latinského toponyma sibin, resp Sibinicum. Z této podoby bylo přejato do dalších jazyků, především do italštiny (Sebenico) nebo do němčiny (v dnes neužívané zastaralé podobě Sibenning).

## Klimatické poměry
Město Šibenik má středomořské klima, které zde zahrnuje horká suchá léta a deštivé zimy. Počet ročních slunečních hodin se pohybuje okolo 2700.

## Geografie
Město samotné se nachází přímo na mořském pobřeží, ale u již zmíněného Šibenického zálivu, který je od otevřeného moře vzdálen několik kilometrů severovýchodně. Dále do vnitrozemí lze pokračovat ze zálivu do tzv. Prokljanského jezera a do Skradinu. Samotné město se rozvinulo na západním svahu pod vrcholem Trtar, resp. Luguša po východní straně zálivu. Na jižním okraji zálivu se nachází přístav.
Z území města tvoří zastavěnou část cca 7 % a lesy zhruba 15 %. 31 % plochy území města Šibeniku se využívá k zemědělství.
Město je vzdálené 66 km jihovýchodně od Zadaru, 50 km severozápadně od Splitu, 200 km západně od Sarajeva v Bosně a Hercegovině a 230 km jižně od Záhřebu.

## Klimatické poměry
Pro Šibenik je typické středomořské klima. Město má průměrně za rok 2710 slunných hodin, což odpovídá pobřeží. Směrem do vnitrozemí množství slunečního svitu přirozeně klesá.
Roční úhrn srážek činí 803 mm. Vysoké letní teploty činí příjemnější vítr mistrál vanoucí od severozápadu.

## Historie
První zmínka o Šibeniku je z roku 1066 z charty chorvatského krále Petara Krešmira IV., archeologické průzkumy však prokázaly, že oblast byla osídlena již dříve, nicméně ne stále. Na rozdíl od jiných měst, které založili Řekové, Římané nebo Ilyrové je Šibenik již od svého založení chorvatský. Středem osídlení se stala pevnost sv. Michala, kde král pobýval. O Šibenik měla zájem celá řada regionálních vládců, samotné sídlo nicméně tehdy nebylo městem.
Ve 12. století jej několikrát ohrozili Benátčané, jejich období vlády byla ale zpočátku pouze krátká – a to v letech 1116 až 1124 a potom 1125 až 1133. V roce 1167 udělil tehdejší uherský král Štěpán III. městu autonomii, která spočívala také v možnosti razit vlastní peníze. Později (1298) získal Šibenik i status města a sídlo katolické diecéze. V souvislosti s tím byly zahájeny přípravy výstavby katedrály, která byla budována převážně v 15. století.
Do roku 1412 město úspěšně odolávalo snahám Benátčanů o jeho ovládnutí. Město získalo značnou roli v obchodu se solí a dařilo se zde kultuře i vzdělanosti. Vznikla zde řada honosných staveb a do dnešní doby se dochovaly prvky gotické architektury na některých z nich. Působila tu celá řada humanistických spisovatelů a básníků. Město na počátku 15. století přečkali útok tzv. Černých Vlachů.[zdroj?]

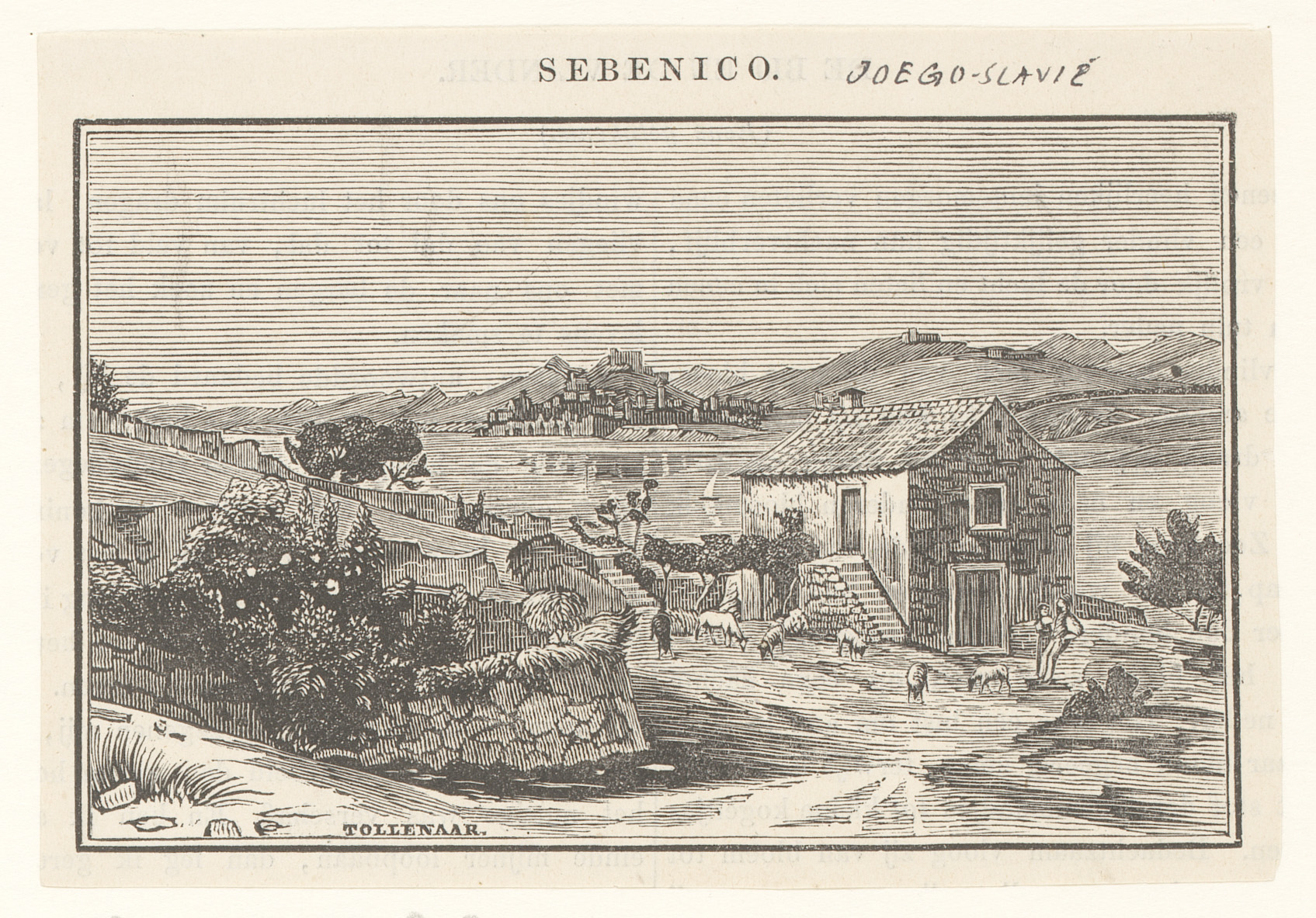
Historický pohled na město Šibenik.

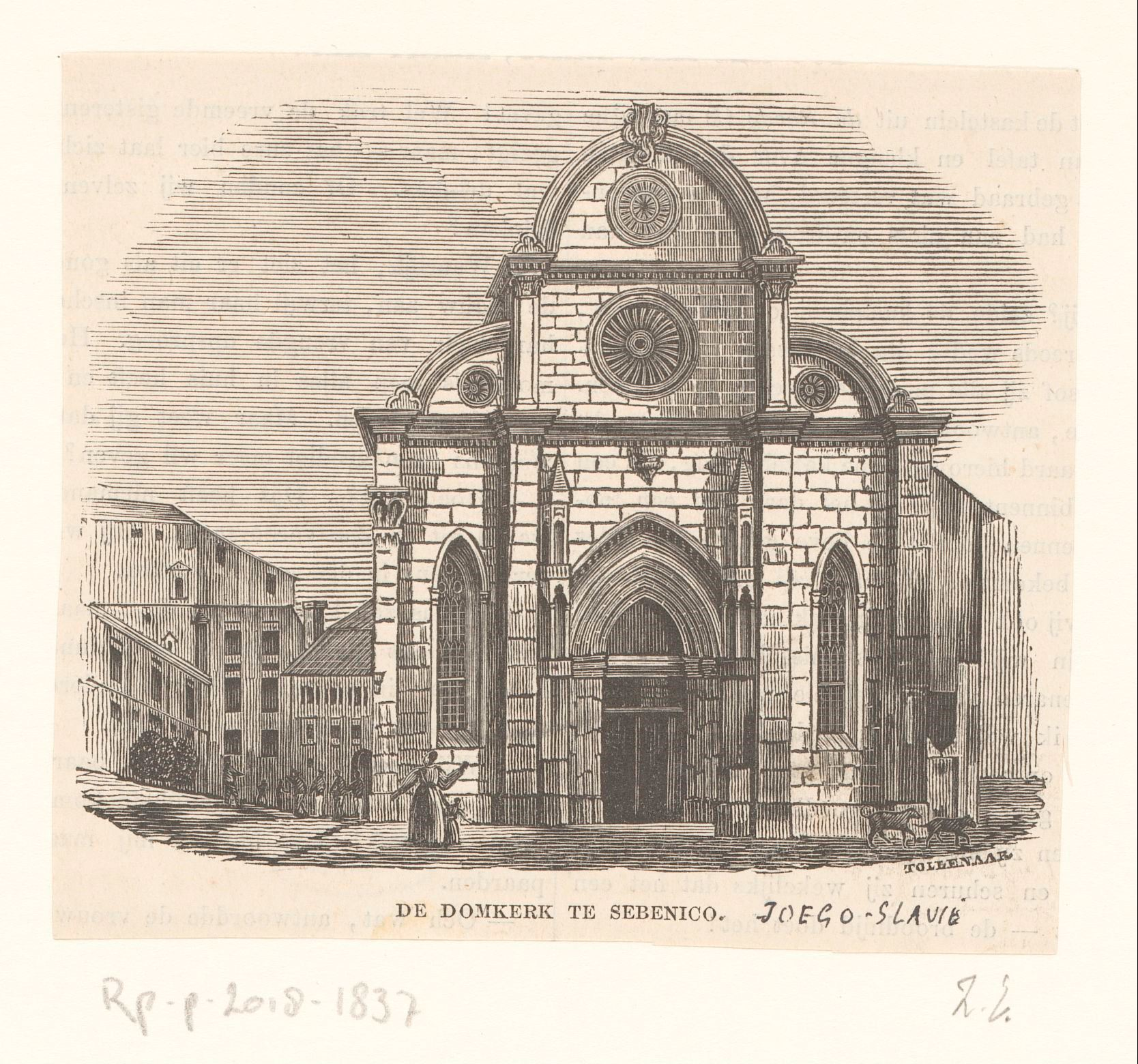
Katedrála sv. Jakuba na historickém pohledu.

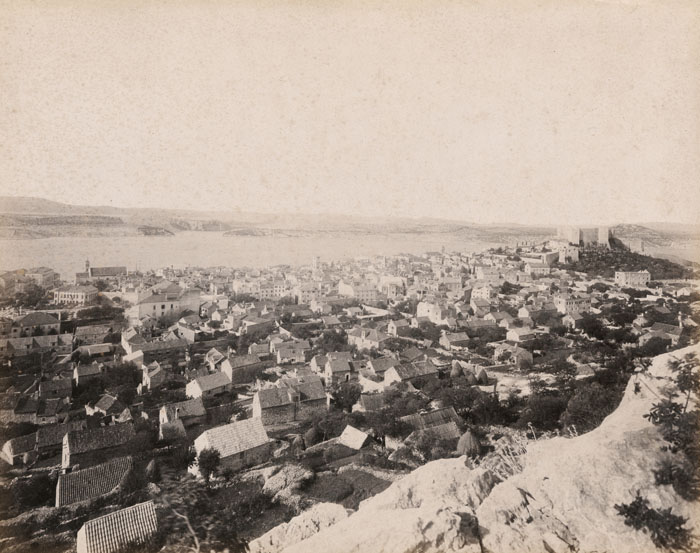
Šibenik okolo roku 1880.

Na počátku 16. století město začala ohrožovat z balkánského vnitrozemí i Osmanská říše. Ačkoliv některá města v oblasti dnešního Chorvatska (např. Knin nebo Skradin) Turci obsadili, Šibenik se jim dobýt nepodařilo. Přítomnost Turků však poškodila hospodářské vztahy mezi městem a vnitrozemím. Poklesl tak objem obchodu a Šibenik začal jako město upadat. V roce 1647 se v Turci pokusili město dobýt, nicméně neúspěšně. Proti jejich dvaceti pěti tisícům bojovníků se ubránilo šest tisíc Benátčanů.
Od 17. století byl budován systém hradeb a pevností. Pevnost svatého Mikuláše je společně s dalšími benátskými obrannými stavbami od roku 2017 chráněna UNESCEM jako světové dědictví. S pádem Benátské republiky se vlastníky Šibeniku stali Habsburkové; Šibenik se tak stal součástí Uherska.
Po zhroucení Benátské republiky se město spolu s značnou částí Dalmácie dostalo pod moc Habsburské monarchie. Město bylo v této době velmi nerozvinuté, většina obyvatel se věnovala zemědělství, řemeslům nebo pěstování ovoce.[zdroj?] Na počátku 19. století se dostalo pod francouzskou nadvládu a bylo integrováno do tzv. Ilyrských provincií. Od roku 1806 zde byla přítomna francouzská armáda. Ta se zaměřila do jisté míry také na rozvoj zanedbané infrastruktury; výstavbu cest, vznik nemocnice, sirotčince apod. Rakouská nadvláda se vrátila nad Šibenik po Vídeňském kongresu. Vzhledem k odlehlosti města od zbytku monarchie a omezení obchodní výměny s územím sousední Osmanské říše (Bosny a Hercegoviny) došlo v této době k hospodářské stagnaci přístavu.
Období krátkého ale rychlého pokroku během francouzské nadvlády mělo vyústění v národní cítění místního obyvatelstva, které se do jisté míry hlásilo k ilyrské identitě. V roce 1841 město např. navštívil chorvatský buditel Ljudevit Gaj a básník Ivan Mažuranić. Podpora slovanského, resp. chorvatského jazyka i cítění však zcela přirozeně vedla ke konfliktu s místním italsky mluvícím obyvatelstvem, které se obávalo různých autonomistických hnutí a dalších vlivů, které by z nich mohly učinit občany druhé kategorie. Obdobný konflikt se rozvinul v průběhu 19. století v podstatě na celém dalmatském pobřeží. Po roce 1866 se celý proces ještě zintenzivnil v souvislosti s třetí italskou válkou za nezávislost. Od roku 1872 přestal být užíván v oficiální korespondenci italský název města.
V roce 1870 bylo otevřeno místní divadlo.
V 70. letech 19. století došlo k zintenzivnění rozvoje zaostalého města díky výstavbě železnice, byť nenapojené na zbytek rakousko-uherských drah. V roce 1895 začala být nedaleká řeka Krka využívána k výrobě elektrické energie, což umožnilo rozvoj průmyslu. Projekt elektrárny v lokalitě Skradinski buk připravil Nikola Tesla.[zdroj?] Město také získalo elektrické osvětlení, a to jako jedno z prvních na jaderském pobřeží. Malé provozy se začaly na počátku 20. století postupně rozvíjet ve větší továrny. Vyráběn byl především karbid vápenatý. Modernizaci Šibeniku inicioval tehdejší starosta Ante Šupuk. Územní rozšiřování města probíhalo směrem především po obou stranách pobřeží, do vnitrozemí se zástavba rozšiřovala až ve století dvacátém. Rozvoj města je dobře patrný například na mapách třetího vojenského mapování z konce 19. století.
Během první světové války bylo místní obyvatelstvo mobilizováno. Došlo k omezení občanských svobod. Ti, kteří požadovali jednotu jižních Slovanů byli perzekvováni a často vězněni. Místní přístav využívalo Rakousko-Uhersko jako bezpečné útočiště pro svoje námořnictvo, které bylo vystavováno neustálým útokům dohodových mocností na Jaderském moři. Po bitvě o mys Rodoni zde bylo umístěno několik torpédoborců a lehkých křižníků. Došlo zde rovněž i k únosu torpédového člunu, kdy převážně česká posádka přeběhla přes Jaderské moře do dohodové Itálie.
Po první světové válce město obsadila Itálie, držela jej ale jen do roku 1921, a poté patřil Království SHS a Jugoslávskému království. Pro ekonomicky slabou, politicky i národnostně nestabilní monarchii představoval dobře využitelný přístav. Ve 20. letech byl dokončením železniční trati v regionu Lika napojen na zbytek jugoslávské železniční sítě, což mu umožnilo další rozvoj. V meziválečném období bylo v Šibeniku postaveno gymnázium (které neslo jméno tehdejšího krále Alexandra). I když docházelo k zavírání továren, město zůstalo klíčové na mapě díky bauxitovému dolu v nedaleké obci Siverić. Ruda byla přes Šibenik odvážena do celé tehdejší Jugoslávie. Město mělo před vypuknutím konfliktu zhruba šestnáct tisíc obyvatel.
V dubnu 1941, kdy na území bývalé jugoslávské monarchie vypukla válka byl Šibenik bombardován italským letectvem. Následně zde vznikla velmi rychle organizace Ustašovců (chorvatských fašistů), nedlouho poté však bylo rozhodnuto o připojení města k Itálii. Italská okupace trvala zhruba dva roky. Administrativně byl Šibenik připojen k Zadarské provincii (italsky Provincia di Zara). V celé provincii vznikaly partyzánské oddíly, které působily záškodnické akce.
Po kapitulaci Itálie následovalo krátké období německé okupace. Ač krátké, bylo pro město do jisté míry tragické. Spojenecké nálety na Šibenik zničily celou řadu budov, poškozena byla např. radnice a další objekty. Obsazeny byly také ostrovy v okolí Šibeniku. Město bylo osvobozeno na začátku listopadu 1944 partyzánskými vojsky. V okamžiku bojů v samotném Šibeniku zůstalo jen okolo šesti tisíc lidí. V okolí byli aktivní také četnici, kteří zamýšleli rozšířit srbský etnický prostor až k Šibeniku.

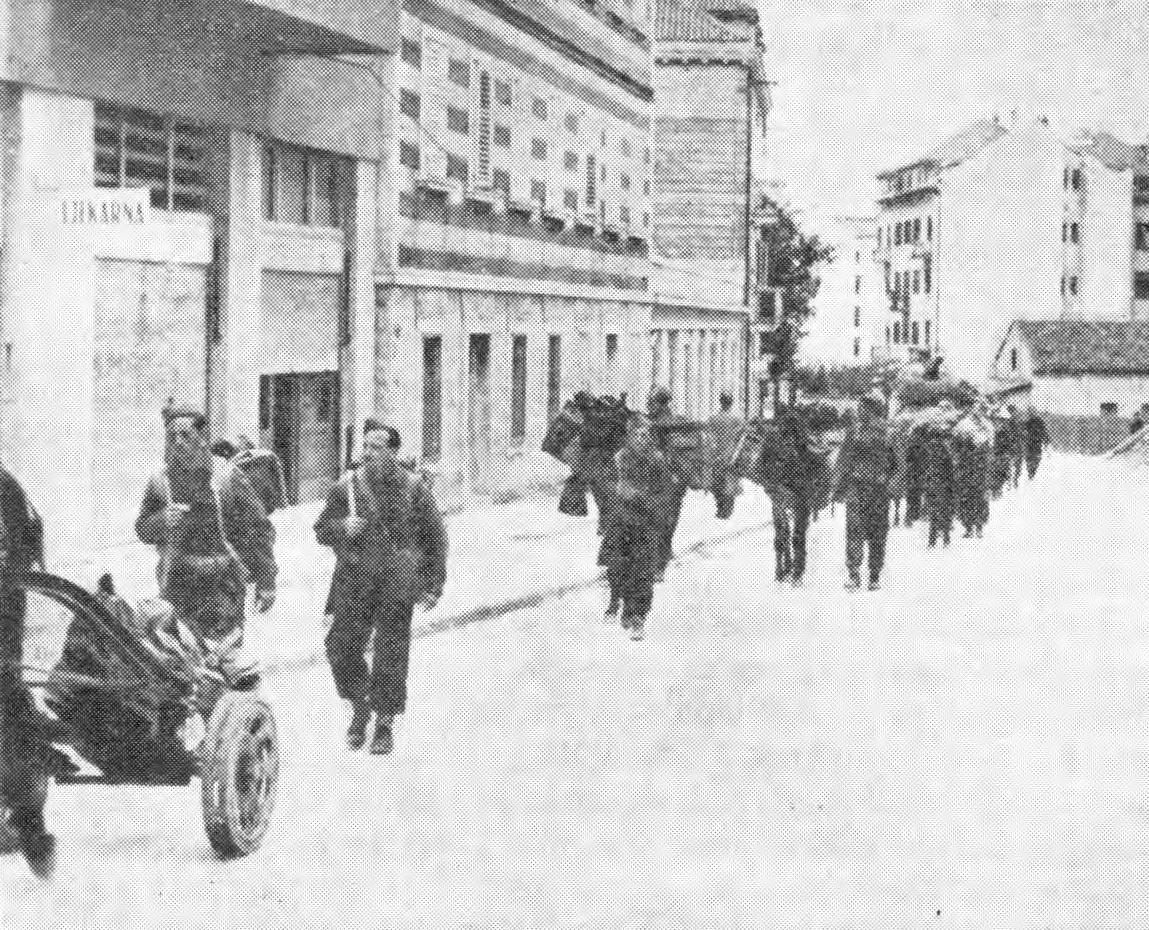
Jednotky partyzánského vojska pochodující Šibenikem roku 1944.

V roce 1947 existoval záměr umístit v Šibeniku základnu sovětského námořnictva (podobně jako například v Boce Kotorské, či Pule). Nakonec jej odmítl sám Josip Broz Tito, a tak sovětské lodě nakonec v Šibeniku nekotvily.
V poválečné době byla ze Šibeniku odstraněna socha italského spisovatele Nicola Tommasea.[zdroj?]
Po druhé světové válce vznikla také umělecká společnost Kolo, která v Šibeniku působila.
V rámci válečných reparací získal Šibenik suchý dok, který mu předala Itálie. Během následné industrializace země byla v roce 1951 dokončena v blízkosti Šibeniku hliníkárna a válcovna hliníku Ražine-Šibenik. O dva roky později byl pro její potřebu vybudován nový vodovod, který přiváděl vodu z nedaleké řeky Krky. Postaven byl také závod na zpracování lehkých kovů, který nesl název po slovinském komunistovi Borisu Kidričovi. Na přelomu 50. a 60. let bylo rozhodnuto o výstavbě moderních budov v samotném historickém jádru města. Z pera architekta Iva Vitiće byl zrealizován hotel Jadran, dále budova nové radnice a kino Šibenik. Vznikl také nový Dům armády, za nějž si architekt Vitić odnesl cenu nejlepšího počinu na území SR Chorvatsko v období 60. let 20. století. Dopravní obslužnost města zlepšila výstavba Jadranské magistrály, která propojila celé pobřeží jaderského moře. Do Šibeniku vstoupila přes betonový obloukový most, dokončený v polovině 60. let 20. století. V první polovině 70. let byl rekonstruován místní palác (chorvatsky Knežeča palača) a budova městského muzea.
V roce 1979 se zde konala část 8. středomořských her.
Během chorvatské války za nezávislost se město nacházelo v bezprostřední blízkosti s mezinárodně neuznanou Republikou Srbská krajina. Obec Drniš, která se nachází několik kilometrů od města byla již součástí tohoto útvaru. Na Šibenik byl během války několikrát podniknut útok v září 1991. Boje řídil Ratko Mladić. Díky již tehdy vysoké kapacitě ubytovacích zařízení dokázalo město přijmout nemalé množství uprchlíků z frontové linie a poskytnout jim útočiště. Poničeny byly četné budovy, včetně historických památek, např. místního divadla nebo katedrály.
Po skončení války došlo k obnově města a jeho rozvoji. V současné době je Šibenik navštěvovaným letoviskem na chorvatském pobřeží Jaderského moře. Stejně jako řada dalších měst v regionu však naráží další např. stavební rozvoj na historický charakter města a na prostorové limity (město z vnitrozemí obklopují kopce o výšce až 200 m n. m.). Výstavba nových částí města (např. v lokalitě Dubićevac) si vyžádala likvidaci místních lesů. V 21. století byla do Šibeniku zavedena dálnice A1, která zbavila město tranzitní dopravy a zjednodušila jeho dostupnost v domácím i mezinárodním srovnání.

## Obyvatelstvo

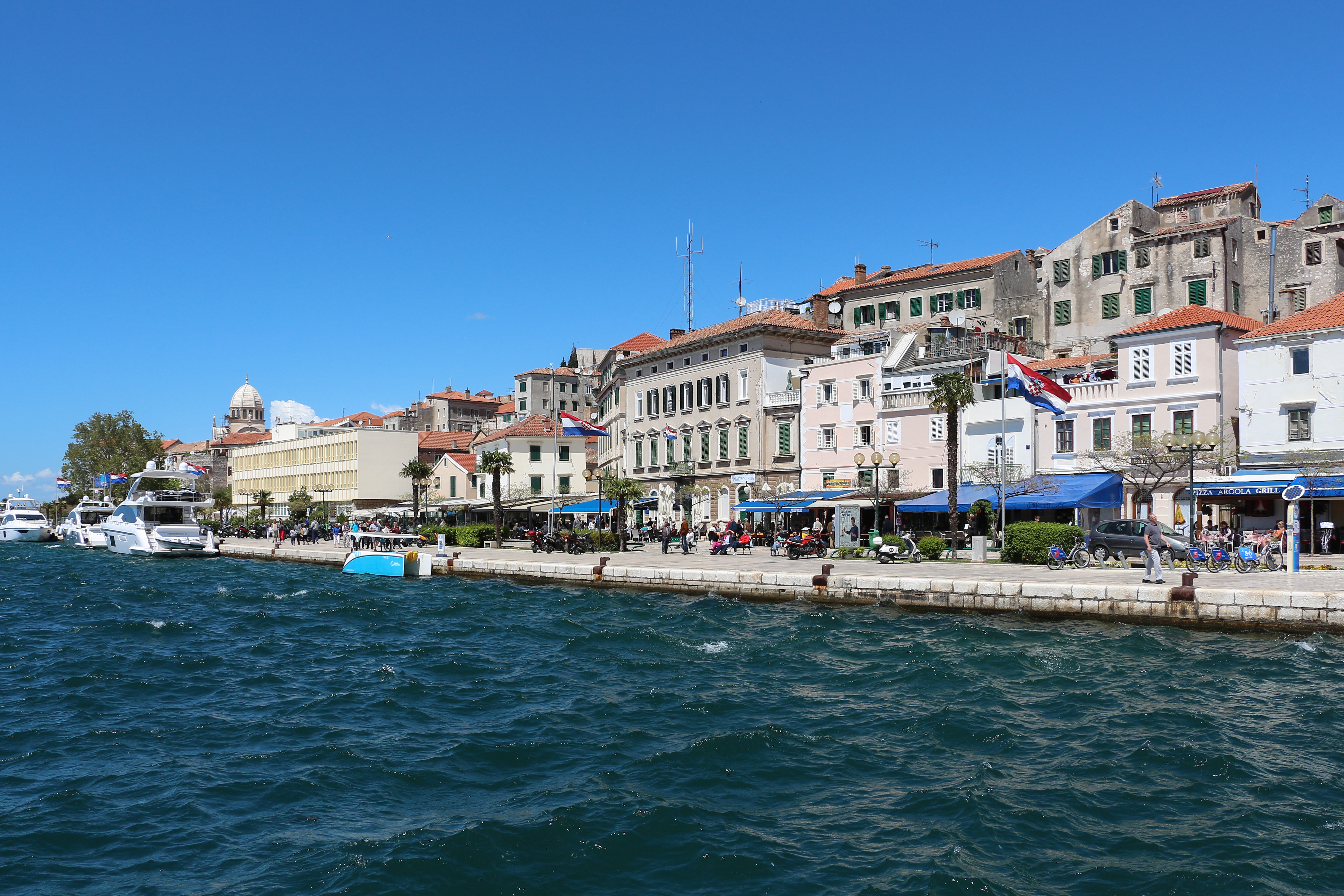
Mořské pobřeží v Šibeniku

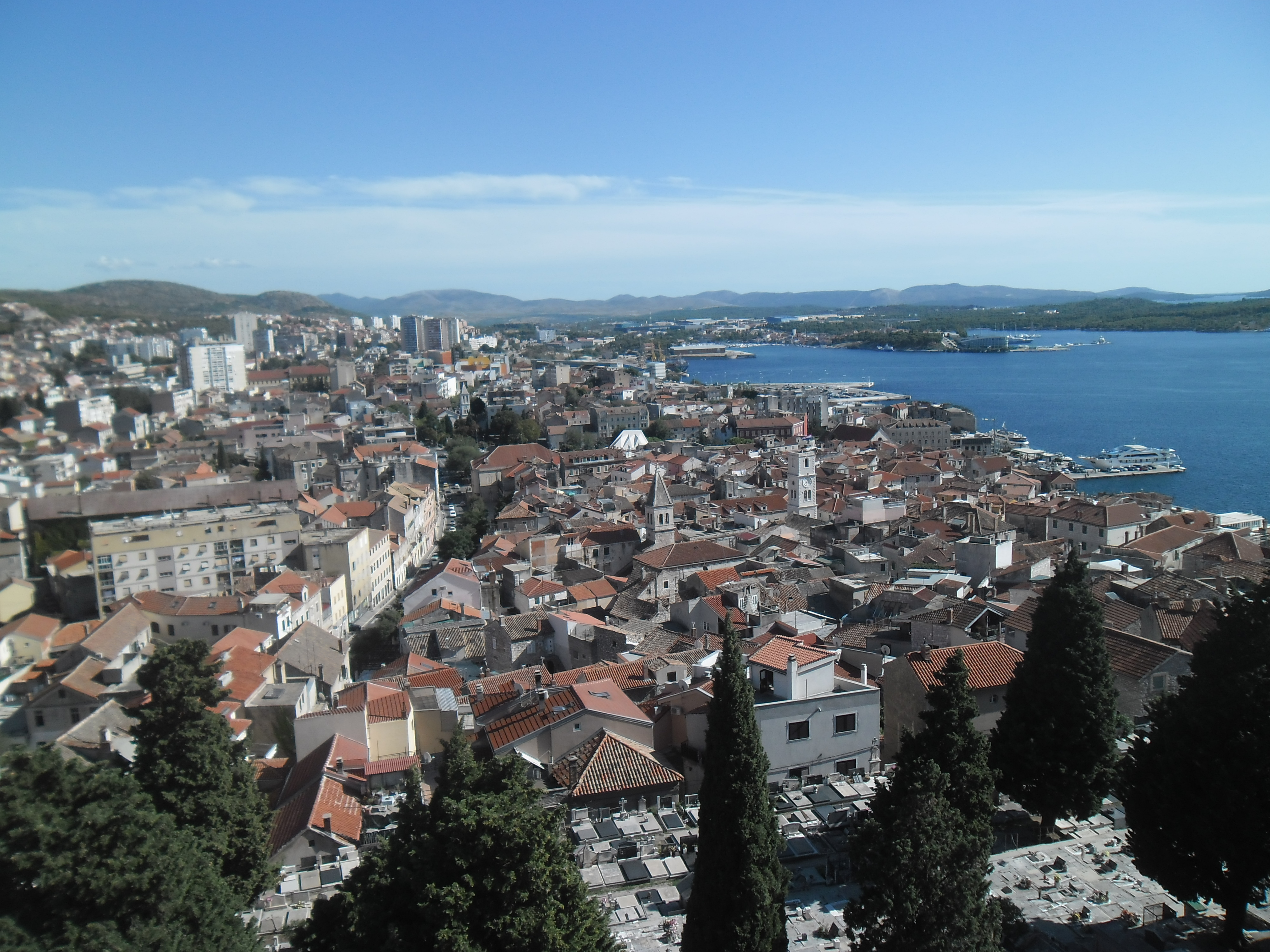
Pohled na město

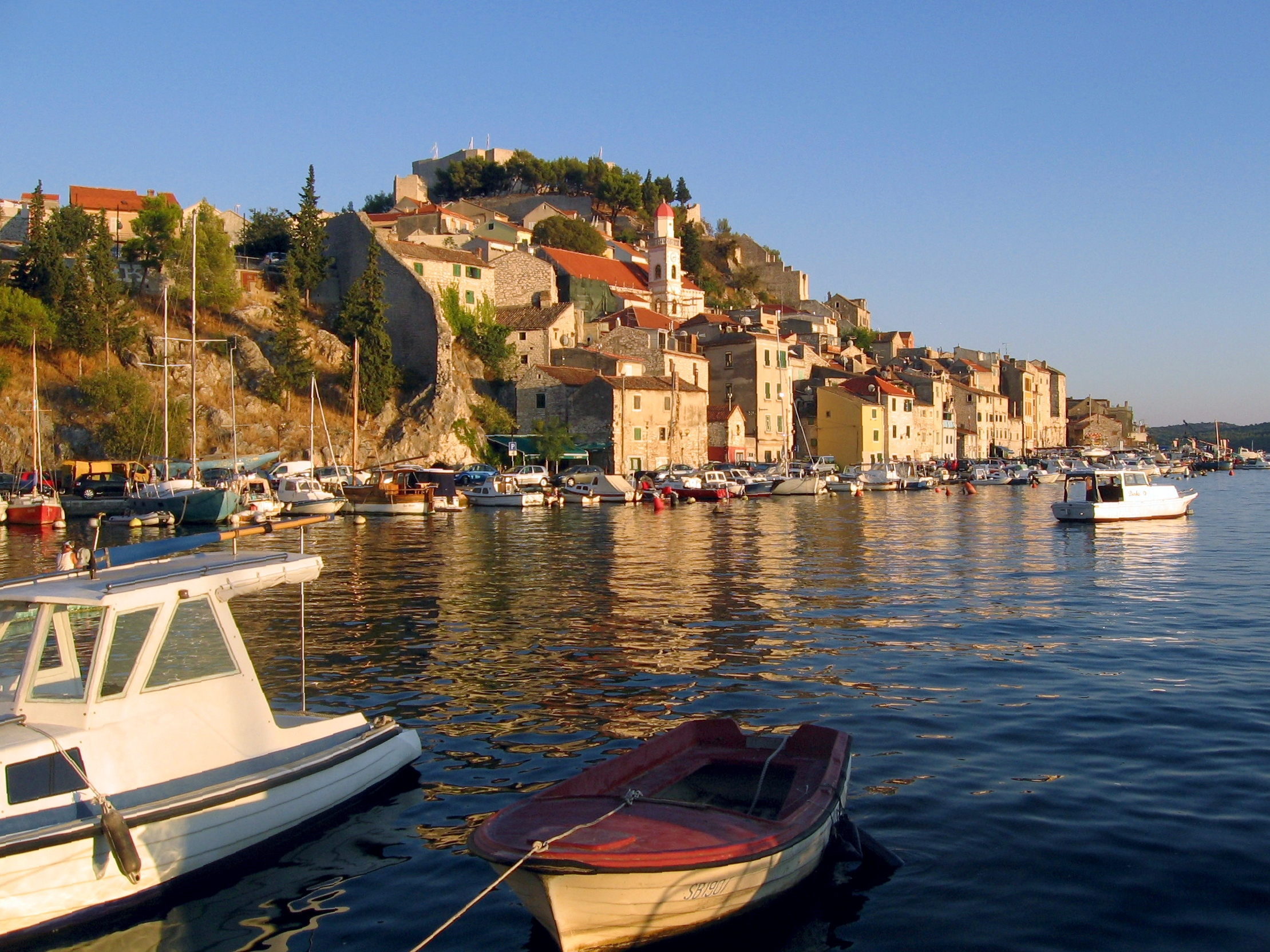
Lodě a moře.

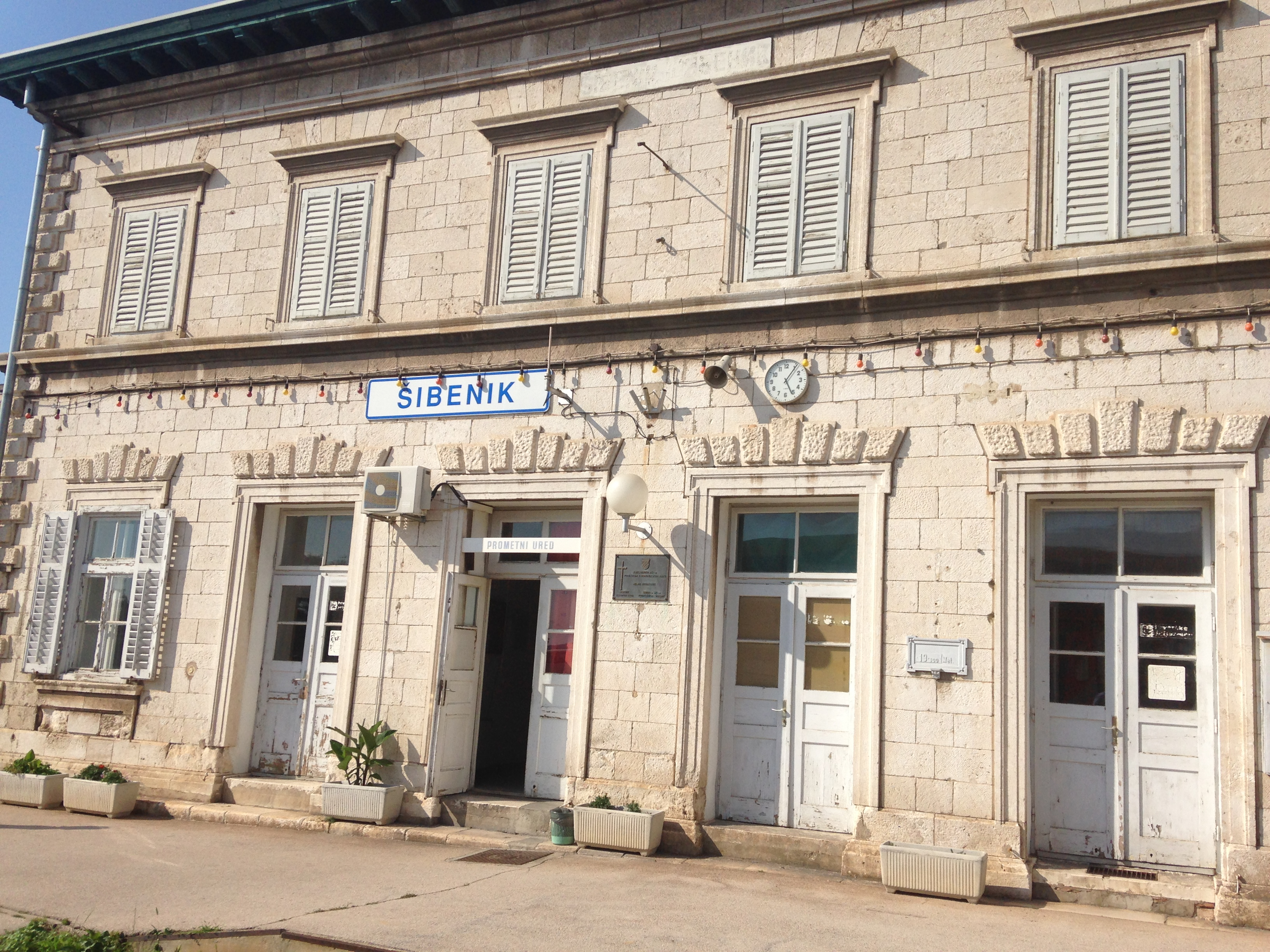
Železniční stanice

V roce 2011 žilo v Šibeniku 34 302 obyvatel, na území které je z administrativního hlediska součástí celého města (chorvatsky Grad Šibenik) to potom bylo 46 332 osob (tj. s přilehlými vesnicemi).
V poslední době je trend co se týče vývoje počtu obyvatel sestupný; maximální počet obyvatel měl Šibenik v roce 1991 a to 41 012, resp. 55 842. Pokles je způsobem jednak přirozeným úbytkem obyvatelstva, jednak poklesem počtu obyvatel nechorvatské národnosti. V roce 1991 (před vypuknutím chorvatské války za nezávislost) žilo v Šibeniku 84 % obyvatel, kteří se hlásili k chorvatské národnosti, 10,8 % se hlásilo k srbské národnosti a zbytek k řadě dalších. Po skončení konfliktu byl podíl Srbů zhruba okolo tří procent.

## Kultura
Historické jádro je turisticky velmi atraktivní. Místní katedrála svatého Jakuba s prvky gotické a renesanční architektury je zapsána na seznamu UNESCO a jezdí sem mnoho turistů. V Šibeniku existují dva národní parky: Krky a Kornati.
Od roku 1925 se v Šibeniku nachází městské muzeum. Sídlí zde také městská knihovna, která nese název podle Juraje Šižgoriće a galerie, pojmenovaná po sv. Krševanovi. Místní divadlo je pobočkou Chorvatského národního divadla (chorvatsky Hrvatsko narodno kazalište).

### Kulturní akce
V Šibeniku se pravidelně od roku 1960 koná Mezinárodní dětský festival (chorvatsky Međunarodni dječji festival), který začíná na konci června každý rok a trvá dva týdny. Jedná se o největší kulturní akci ve městě, kdy se zde pořádají různá umělecká, dramatická, taneční a jiná vystoupení. V 60. a 70. letech 20. století měla místní hudební scéna v rámci Jugoslávie svůj význam. Mezi místní umělce patřili např. Mišo Kovač, Arsen Dedić, Vice Vukov, skupina Mi a další. Arsen Dedić zde inicioval i Festival dalmatského šansonu, který se stal v Chorvatsku značně populární. Od roku 2011 se v Šibeniku koná rovněž i v prostorech opuštěné vojenské základny a hotelového komplexu Solaris i hudební festival Terraneo.

### Kulturní památky
- katedrála svatého Jakuba (chorvatsky Katedrala svetog Jakova, hlavní katolický chrám ve městě. Od roku 2000 je zapsána na Seznamu světového dědictví UNESCO.
- kostel sv. Jana Křtitele (chorvatsky Crkva sv. Ivan Krštitelj) na Záhřebské ulici.
- kostel Ducha Svatého (chorvatsky Crkva sv. Duha) ze 17. století.
- pevnost svatého Michala (chorvatsky Tvrđava sv. Mihovila), fortifikační objekt poprvé připomínaný v roce 998[21], před vznikem samotného města.
- pevnost svatého Jana (chorvatsky Tvrđava sv. Ivan), dokončená v roce 1647.
- Pevnost Barone, původem z roku 1646.[22]
- pevnost svatého Mikuláše (chorvatsky Tvrđava sv. Nikole), postavená v 16. století u kanálu sv. Antonína (Ante).

## Zeleň a životní prostředí
Kromě blízkých národních parků se na území města Šibeníku nachází i několik menších oáz zeleně, např. park Panny Marie (chorvatsky Park Gospe) a nebo park Roberta Visanije (chorvatsky Perivoj Roberta Visanija).

## Ekonomika
V současné době je většina obyvatel zaměstnaných ve službách. Až rozpadu SFRJ mělo město rozsáhlý a významný průmysl, jehož páteř tvořily podniky na zpracování kovů TEF a TLM a dále průmyslová odvětví, navázaná na místní přístav. Zastoupena byla také výroba lodí a stavebnictví.
Koncem 80. let 20. století začalo období hospodářského úpadku a po vyhlášení chorvatské nezávislosti v roce 1991 a následné chorvatské válce za nezávislost došlo k poklesu role průmyslu na hospodářství města. Po chorvatské válce za nezávislost se místní ekonomika zotavila. Podnik TEF již neexistuje, zatímco TLM je stále aktivní, ale v menším měřítku. Investice do odvětví cestovního ruchu vedly k růstu významu cestovního ruchu a odvětví služeb v místním hospodářství. V roce 2018 navštívilo v měsících červenci a srpnu Šibenik každý měsíc 80 000 návštěvníků. Němci a Poláci patřili k nejčastějším turistům ze zahraničních, Češi se podíleli do počtu přenocování celkem čtyřmi procenty.

## Doprava
Severovýchodně od Šibeniku vede chorvatská dálnice A1, která spojuje hlavní města chorvatského pobřeží Jadranu s metropolí Záhřebem. Je velmi využívána i z hlediska individuální turistiky a slouží jako hlavní přístupní tepna do města z hlediska silniční dopravy. Z dálnice směřuje do Šibeniku Silnice D33. Městem také prochází silnice č. D8, tzv. Jadranská magistrála.
Městskou autobusovou dopravu v Šibeniku provozuje místní společnost s názvem Autotransport. Centrální autobusové nádraží pro městské a dálkové autobusy se nachází na adrese Draga 10, jen něco málo přes 650 metrů jihovýchodně od katedrály svatého Jakuba. Dálkové autobusy spojují Šibenik s tuzemskými i zahraničními městy.
Do města směřuje rovněž i železniční trať, a to z obce Perković, která je umístěna více ve vnitrozemí. Trať má význam především v oblasti nákladní dopravy a pro dopravní obslužnost místního přístavu. Na území města se nacházejí celkem čtyři nádraží: hlavní stanice, Šibenik Luka, Ražine a Mandaline.
Nejbližší letiště se nachází ve Splitu, resp. v Zadaru.

### Přístav
Významný vliv na ekonomický rozvoj města Šibeniku měl i místní přístav. Vznikl v přirozeném ústí řeky Krky. Během existence Rakousko-Uherska byl co do významu třetí po Terstu a Rijece. Přístav v té době sloužil především pro vývoz obilí o oblasti dnešní Bosny a Hercegoviny. Mezi světovými válkami odbavoval především rudy, které tehdejší Království Jugoslávie vyváželo na světové trhy.
Za druhé světové války byl přístav bombardován spojeneckým letectvem. V současné době je přístav provozován s podtitulkem Brána do Střední Evropy. Je napojen na železniční síť (trať Perković–Šibenik) a má tři nákladní terminály; pro převoz fosfátů, sypkého zboží a dřeva/výrobků z něj.
Přístav je dostupný pro nákladní lodě přes kanál svatého Antonína.

## Administrativní dělení

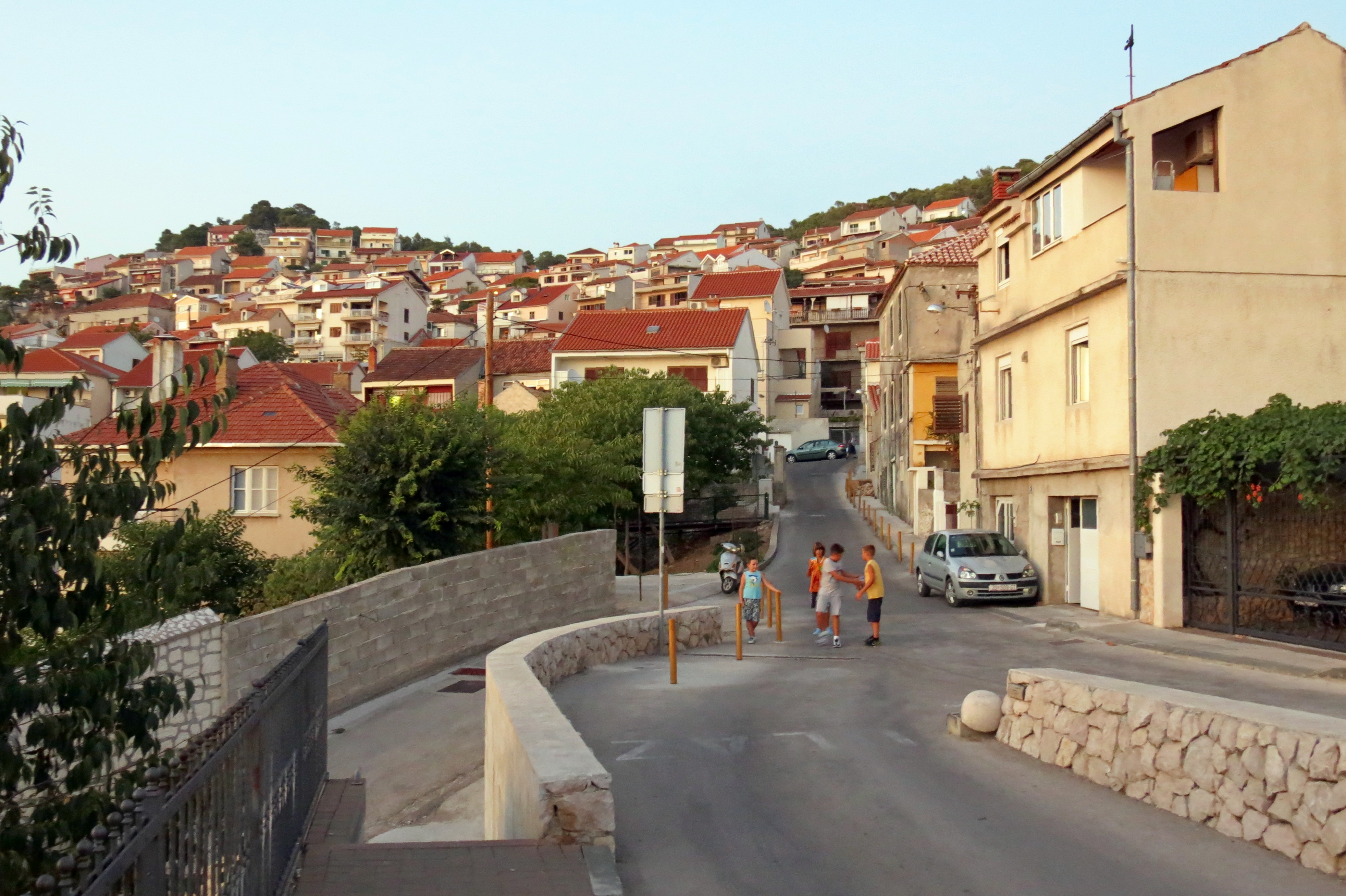
Ulice a domy ve městě.

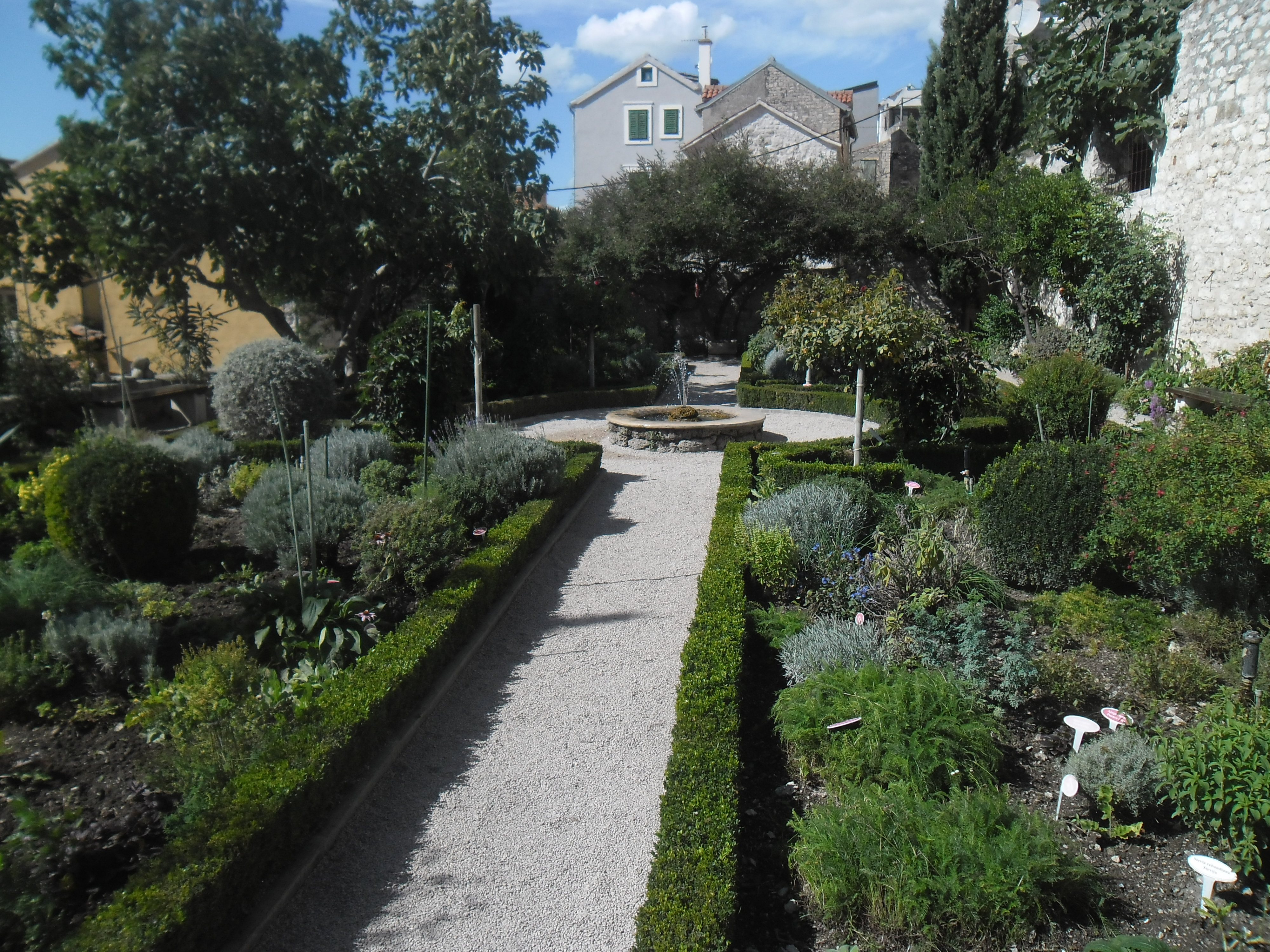
Zahrada v Šibeniku.

Šibenik se administrativně dělí na 19 čtvrtí: Baldekin I, Baldekin II, Baldekin III, Bogdanovići, Crnica, Građa, Jadrija, Mandalina, Meterize, Podsolarsko, Plišac, Ražine, Ražine Donje, Stari grad, Škopinac, Šubićevac, Varoš, Vidići a Zablaće.

## Politika
Zastupitelstvo města Šibeniku má 21 členů, kteří jsou voleni na čtyřleté volební období.

## Sport
V Šibeniku se nachází okolo čtyřiceti sportovních areálů pro různé druhy sportů. Město má tři fotbalová hřiště, resp. stadiony. Nejznámějším z nich je Stadion Šubičevac.
Fotbalový klub HNK Šibenik se účastní druhé nejvyšší chorvatské fotbalové ligy. Tým ve vodním pólu VK Šibenik patří od vzniku současného Chorvatska k nejsilnějším týmů v této zemi
Sídlí zde rovněž i úspěšný veslařský klub Krka, založený v roce 1923.

## Osobnosti města
- Faust Vrančić[2] (1551–1617) – benátský vynálezce
- Dražen Petrović (1964–1993)[27] – jugoslávský a chorvatský basketbalista
- Goran Višnjić (* 1972) – chorvatský herec
- Nikola Tavelić, chorvatský světec
- Juraj Dalmatinac[2], stavitel
- Juraj Šizgorić, básník
- Joško Belamarić, historik umění
- Frano Divnić, historik
- Angelo Antonio Frari, lékař
- Mladen Ante Friganović, geograf
- Paolo Mazzoleni, jeden ze zakladatelů místního divadla
- Ivo Brešan, spisovatel
- Igor Mandić, spisovatel
- Antun Vrančić, spisovatel
- Andrea Schiavone, malíř
- Roberto de Visiani, botanik
- Arijan Ademi (* 1991), fotbalista
- Grgo Živković (* 1993), fotbalista
- Duje Ćaleta-Car (* 1996), fotbalista
- Nikola Sekulić[28], právník
- Nikola Firentinac[2]
- Martino Rota (1520–1583), dalmatský rytec

## Partnerská města
- Civitanova Marche, Itálie, 2002
- San Benedetto del Tronto, Itálie
- Voiron, Francie